# Звукохімічна реакція
Зву́кохімі́чна реа́кція (рос. звукохимическая реакция, англ. sonoreaction) — хімічна  реакція, що відбувається в акустичному полі, результатом дії якого звичайно є виникнення радикалів і подальше їхнє перетворення залежно від умов (внутрішньоструктурні перегрупування, рекомбінації або ж взаємодії з іншими речовинами, наприклад, із киснем). Прикладом звукохімічної реакції є соноліз (розкладання) ацетальдегіду в присутності аргону (при 10 °C), який виражається схемою:
CH3CHO -) -) -) H3C•, O=CH•, CH3C(O)•, CH4, H2, CH2O
Символ -) -) -) означає хімічну дію кавітації на речовину, тобто утворення порожнин у середині рідини під впливом місцевих різких знижень тиску, куди спрямовуються розчинені гази, утворюючи бульбашки, при розтріскуванні яких формується та поширюється у рідині сферична хвиля, що й ініціює хімічну реакцію.